# Similaria enigmatica
Similaria enigmatica is een spinnensoort uit de familie springspinnen (Salticidae). De soort komt voor in India.